# Ойский
Ойский — посёлок в Ермаковском районе Красноярского края. Административный центр и единственный населенный пункт Ойского сельского поселения.

## География
Поселок Ойский расположен на берегу реки Оя. Расстояние от поселка до районного центра, села Ермаковского, составляет 10 км. По территории поселка проходит федеральная трасса «Енисей». Ближайшая железнодорожная станция Минусинск расположена в 90 км от Ойского.

## История
В марте 1930 г. был организован скотоводческий совхоз имени Ленина и Крупской с центром в селе Дубенском. По распоряжению треста «Союзскотообъединение», совхоз был разукрупнен в июле 1932 г., из него сделали две производственные единицы — совхоз имени Щетинкина и совхоз «Ермаковский». В первый вошли четыре фермы, одна из которых находилась на территории заимки Морозовой.
С образованием совхоза активно началось строительство поселка, который стал называться «Совхоз имени Щетинкина. Ферма № 1». Из близлежащих деревень и заимок свозили дома раскулаченных крестьян, из них построили семь бараков на шестнадцать семей и пять домов. В эти дома расселяли спецпереселенцев — раскулаченных крестьян из Белоруссии, Поволжья, Прибалтики, командированных с заводов и фабрик на поднятие целины. В 1935 г. в поселке открыли двухклассную школу, её посещали примерно ребятишек. Первую начальную школу в Ойском построили в 1940 г.
В период Великой Отечественной войны из поселка Ойского и близлежащих деревень на фронт ушли около 300 человек. Жители поселка отправляли на фронт носки, варежки, полушубки, хлеб, сушеный картофель, овощи, собирали деньги и вещи. Многие жители вносили деньги на постройку танков по несколько раз. Женщины управляли тракторами, освоили специальности пимоката, сапожника, токаря. Школьники помогали семьям фронтовиков, погибших на фронте: вскапывали огороды, мыли полы, кололи дрова, носили воду, нянчились с маленькими детьми.
В 1946 г. в поселке организуют пасеку, в 1948 г. запускают, обеспечивающую электричеством животноводческие помещения и треть жилых домов.
В в поселке появляются больница, библиотека, магазин, детские ясли и детский сад. В 1963 г. сельский Совет был переведен из села Салбы в поселок Ойский. В 1967 г. была построена баня с прачечной, в 1969 г. сдан в эксплуатацию интернат.
В 1976 г. Указом Президиума ВС РСФСР поселок фермы № 1 совхоза имени Щетинкина переименован в Ойский.
В 70-е гг. XX в. в Ойском появились Дом культуры и животноводческий комплекс, а в 1983 г. была построена средняя школа на 300 мест.

## Население
| 1989  | 2002  | 2010  | 2012  | 2013  | 2014  | 2015  |
| ----- | ----- | ----- | ----- | ----- | ----- | ----- |
| 1262  | ↗1357 | ↘1168 | ↘1111 | ↘1108 | ↘1085 | ↘1079 |
| 2016  | 2017  |       |       |       |       |       |
| ↘1058 | ↘1054 |       |       |       |       |       |

## Инфраструктура
В настоящее время в Ойском расположены средняя школа, детский сад, Дом культуры, врачебная амбулатория, социальный приют для пожилых и инвалидов.
В Ойском в советский период размещалась центральная усадьба совхоза им. Щетинкина, изменившего в 90-е форму собственности. Предприятие функционирует в настоящее время. На сегодняшний день в поселке работает молокоприемный пункт и нефтебаза.